# (19518) Moulding
(19518) Moulding (1998 VZ13) – planetoida z pasa głównego asteroid okrążająca Słońce w ciągu 3,38 lat w średniej odległości 2,25 j.a. Odkryta 10 listopada 1998 roku.